# Simen Spieler Nilsen
Simen Spieler Nilsen (Arendal, 4 de agosto de 1993) es un deportista noruego que compite en patinaje de velocidad sobre hielo. 
Participó en dos Juegos Olímpicos de Invierno, obteniendo una medalla de oro en Pyeongchang 2018, en la prueba de persecución por equipos (junto con Håvard Bøkko, Sverre Lunde Pedersen y Sindre Henriksen), y el quinto lugar en Sochi 2014, en la misma prueba.
Ganó dos medallas en el Campeonato Mundial de Patinaje de Velocidad sobre Hielo en Distancia Individual, plata en 2016 y bronce en 2017.

## Palmarés internacional
| Juegos Olímpicos                           | Juegos Olímpicos            | Juegos Olímpicos  | Juegos Olímpicos        |
| Año                                        | Lugar                       | Medalla           | Prueba                  |
| ------------------------------------------ | --------------------------- | ----------------- | ----------------------- |
| 2018                                       | Pyeongchang (Corea del Sur) | Medalla de oro    | Persecución por equipos |
| Campeonato Mundial en Distancia Individual |                             |                   |                         |
| Año                                        | Lugar                       | Medalla           | Prueba                  |
| 2016                                       | Kolomna (Rusia)             | Medalla de plata  | Persecución por equipos |
| 2017                                       | Gangneung (Corea del Sur)   | Medalla de bronce | Persecución por equipos |